# Château du Nouvion-en-Thiérache
 (avril 2022).
Si vous disposez d'ouvrages ou d'articles de référence ou si vous connaissez des sites web de qualité traitant du thème abordé ici, merci de compléter l'article en donnant les références utiles à sa vérifiabilité et en les liant à la section « Notes et références ».
Le château du Nouvion-en-Thiérache se situe sur la commune du Nouvion-en-Thiérache, dans le département de l’Aisne dans la région des Hauts-de-France.

## Historique
Il est placé au cœur même de l’ancien duché de Guise. Le domaine forestier qui l'entoure a autrefois appartenu à Marie Stuart dont la mère était issue de la famille de Guise. Le domaine revint ensuite aux princes de Condé par héritage. Le duc d’Aumale, 4ème fils de Louis-Philippe en hérite de son oncle et parrain le duc de Bourbon en 1830. Après la révolution de 1848, le duc d’Aumale est contraint à l’exil et cède le domaine de Guise à la banque Seillière pour 13 millions de francs. La société Seillière construit entre 1853 et 1856 l’actuel château afin d’abriter les bureaux de l’administration forestière du domaine.
La vente à la société Seillière n’était en fait qu’une opération fictive. C’est pourquoi le duc d’Aumale retrouve son domaine dès 1872 avec un nouveau château qui remplaçait avantageusement l’ancienne demeure en ruine des ducs de Guise.
Au décès du duc d’Aumale en 1897, le duc de Guise en hérite avec réserve d’usufruit au duc de Chartres, son père. Le jeune duc de Guise s’installe au château de Nouvion juste avant son mariage en 1899 avec sa cousine la princesse Isabelle de France, fille du prétendant Philippe VII, comte de Paris.
Le jeune ménage s’y installe et vit paisiblement dans ce cadre champêtre. Deux des quatre enfants du duc et de la duchesse de Guise naquirent au château. La princesse Anne, future duchesse d’Aoste le 5 août 1906 et le prince Henri, futur comte de Paris le 5 juillet 1908.
Le prince Henri est baptisé le 25 novembre 1908 par l’Abbé Desmier d’Olbreuse en l’église Saint Denis du Nouvion-en-Thiérache. La duchesse de Guise s’ennuyant au château, les princes décident dès 1909 de quitter la métropole pour le Maroc. En 1910, le duc et la duchesse de Guise et leurs 4 enfants s’installent sur le site de Larache au Nord du royaume chérifien.
Le château du Nouvion sera pillé par les Allemands durant la guerre de 1914-1918. À la mort du duc de Guise en 1940, le comte de Paris et ses sœurs héritent du domaine.
Faisant suite à un accord familial, le comte de Paris et le prince Michel de Grèce (fils de la princesse Françoise) deviennent les seuls propriétaires de l’important domaine forestier. Le prince Michel de Grèce vendra sa part quelques années plus tard. Le comte et la comtesse de Paris seront très touchés lorsque la ville honora la mémoire du prince François mort en Algérie en donnant son nom à l’allée face au portail du château. Le comte de Paris resté seul propriétaire, le vend en 1980 à la ville de Roubaix pour en faire un centre d’accueil pour enfants.
En 1994, le comte de Paris assiste à l’hommage que lui rend sa ville natale. Ainsi par décision du Conseil municipal, la promenade entourant le plan d’eau est inaugurée et baptisée “Promenade Henri d’Orléans, comte de Paris”. En 1999, au décès du comte de Paris, le domaine forestier est partagé entre ses héritiers. Aujourd’hui, le prince jean, duc de Vendôme est le principal propriétaire de la forêt en raison des dispositions testamentaires de sa grand-mère la comtesse de Paris.
Le duc de Vendôme gère sa forêt et assiste chaque année à la vente annuelle du bois. Quant au château, il a été revendu en 2000 par la ville de Roubaix à un homme d’affaires belge.

## Architecture
Le château est bâti sur un plan symétrique en U. Il possède un sous-sol voûté en brique, un rez-de-chaussée surélevé, un étage carré et un étage en surcroît. Ces niveaux sont desservis par un escalier symétrique, des escaliers tournants dans-œuvre et des escaliers hors-œuvre en vis avec jour, tous en charpente.
Le château est couvert de toits à longs pans, parfois avec demi-croupe, de toits en pavillon et d'un toit à deux pans et croupe.
Le logement du concierge et celui du jardinier à l'entrée sont couverts d'un toit brisé en pavillon. Le bâtiment à usage de remise, écurie et logement est couvert d'un toit à deux pans et croupe. Le logement du directeur du centre, en rez-de-chaussée avec comble à surcroît, est couvert ainsi que sa remise d'un toit à pignon couvert en ardoise synthétique. Le petit château, desservi par un escalier tournant, avait à l'origine un toit à deux pans brisés et à croupe brisée et un toit à deux pans et croupe polygonale.